# Davit Gigauri

a Compétitions nationales et continentales officielles uniquement.

b Matchs officiels uniquement.
Dernière mise à jour le 16 mai 2025.
Davit Gigauri, né le 3 avril 1994, est un joueur géorgien de rugby à XV évoluant au poste de deuxième ligne.

## Carrière

### En club
Davit Gigauri commence sa carrière professionnelle en SuperLiga avec le club du CSM Bucarest.
Il s'engage en août 2019 avec Colomiers rugby en Pro D2 en tant que joker médical de Clément Chartier. Il est libre de tout contrat après la mise en liquidation du CSM Bucarest.
En juin 2020, il s'engage en Nationale avec le Stado Tarbes Pyrénées rugby. À l'issue de la saison 2020-2021, il quitte le club tarbais après avoir été contrôlé positif au meldonium.
En août 2021, il rentre au pays et rejoint la franchise du Black Lion qui évolue en Rugby Europe Super Cup. En club, il rejoint le promu Kazbegi.
Le 6 juillet 2022, il est suspendu 18 mois pour dopage par l'AFLD.

### En équipe nationale
Davit Gigauri est international géorgien.
Il débute avec la sélection le 9 février 2019 lors du Championnat international d'Europe avec une victoire 18 à 9 face à la Roumanie. Il participe également à l'édition 2020.
Il fait partie du groupe de 43 joueurs retenus pour préparer la Coupe du monde 2019 mais il n'est pas retenu pour participer à la compétition.

## Palmarès
- Vainqueur du Championnat international d'Europe en 2019, 2020 et 2021.